# Gernrode, Thüringen
Gernrode är en kommun och ort i Landkreis Eichsfeld i förbundslandet Thüringen i Tyskland.
Kommunen ingår i förvaltningsområdet Eichsfeld-Wipperaue tillsammans med kommunerna Breitenworbis, Buhla, Haynrode och Kirchworbis.